# Anodorhynchus glaucus
Anodorhynchus glaucus là một loài chim trong họ Psittacidae.

## Hình ảnh

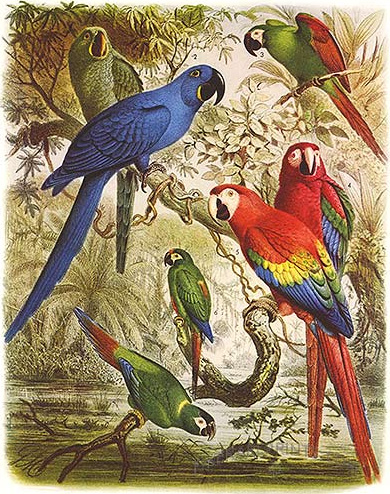
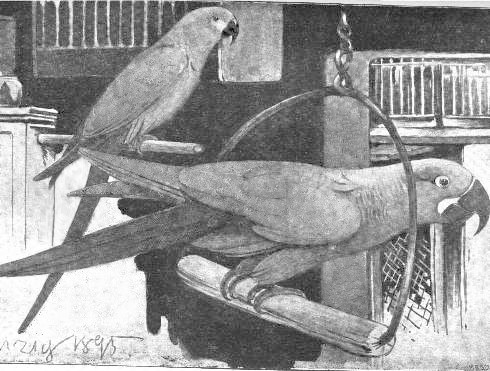
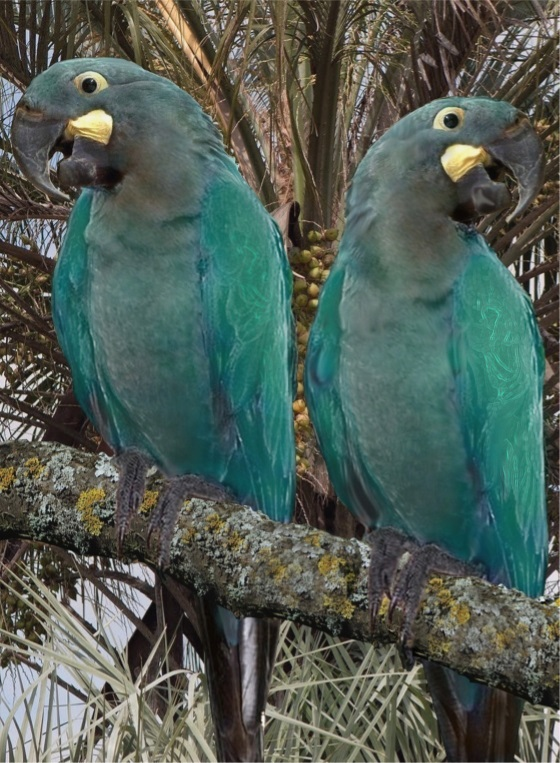